# 得胜街道 (营口市)
得胜街道，是中华人民共和国辽宁省营口市西市区下辖的一个乡镇级行政单位。

## 行政区划
得胜街道下辖以下地区：
得胜社区、发明社区、新腾达社区和红运社区。